# Talbotia elegans
Talbotia elegans är en enhjärtbladig växtart som beskrevs av John Hutton Balfour. Talbotia elegans ingår i släktet Talbotia och familjen Velloziaceae. Inga underarter finns listade.

## Bildgalleri

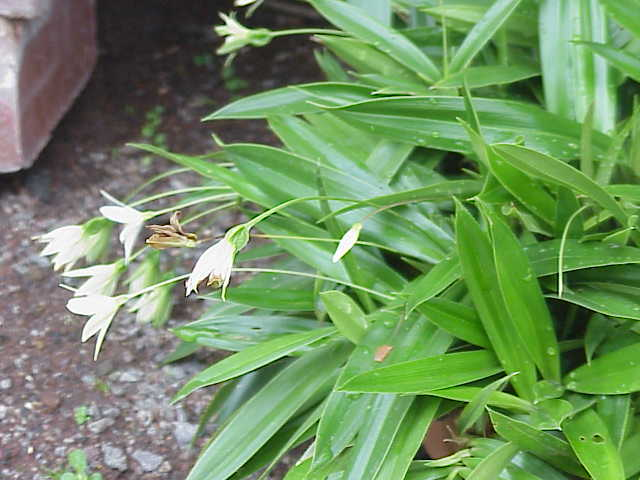
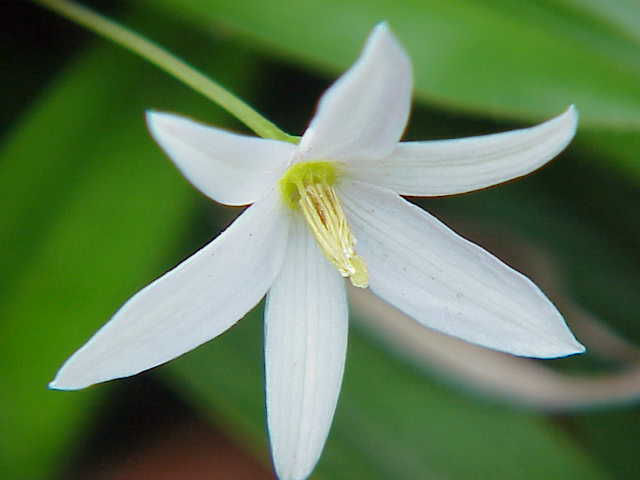
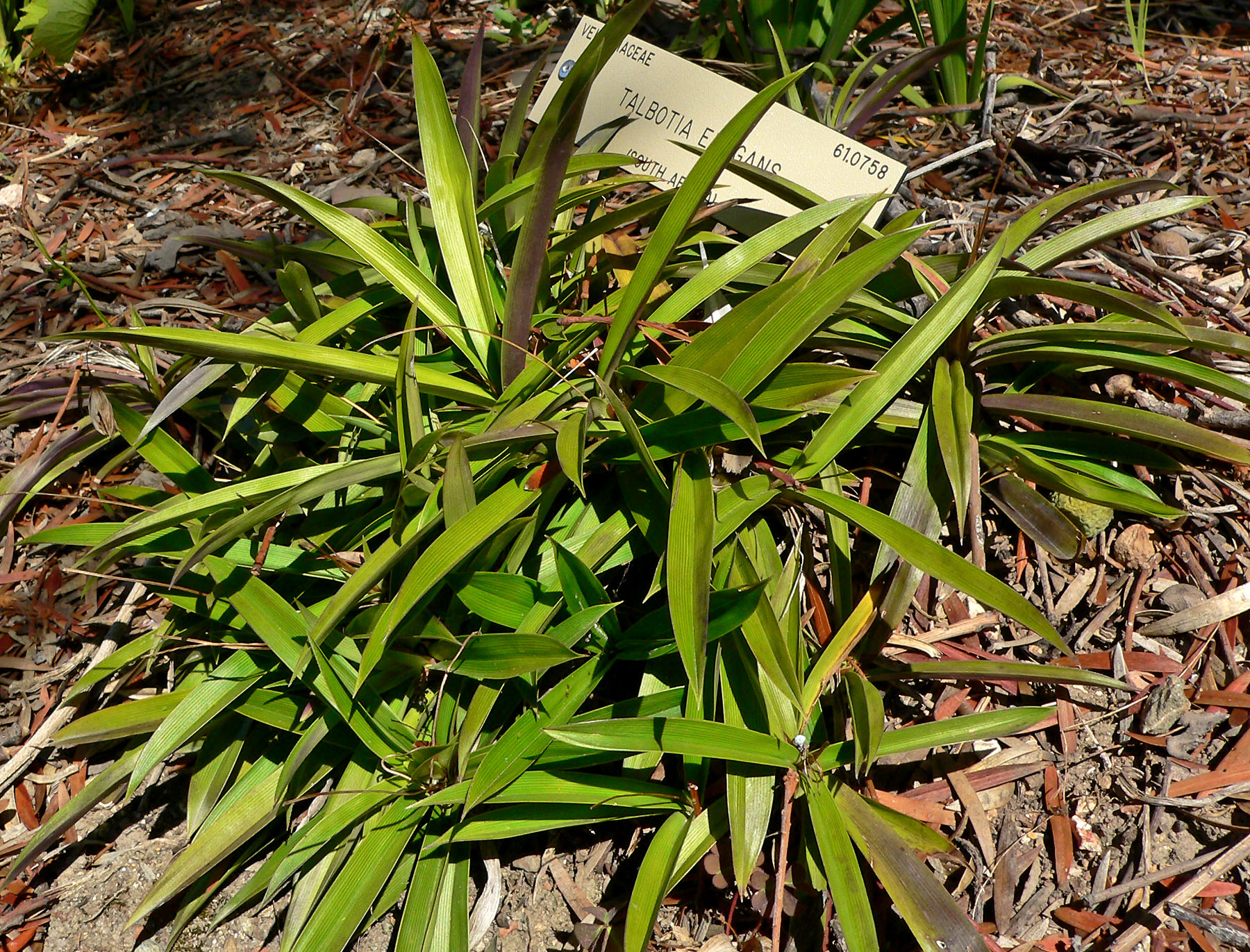